# اپوکسی‌شدن شارپلس
واکنش اپوکسی‌شدن شارپلس یا اپوکسیداسیون شارپلس (به انگلیسی: Sharpless epoxidation) یک واکنش شیمیایی انانتیوگزین برای تهیه ۳٬۲-اپوکسی‌الکل‌ها از آلیل الکل‌های نوع اول و دوم است. عامل اکسیدکننده ترت-بوتیل هیدروپراکسید است. این روش بر کاتالیزوری متکی است که از تیتانیوم تترا (ایزوپروپوکسید) و دی‌اتیل تارتارات تشکیل شده‌است.
۳٬۲-اپوکسی‌الکل‌ها را می‌توان به دی‌ال‌ها، آمینوالکل‌ها و اترها تبدیل کرد. واکنش دهنده‌های این واکنش به صورت تجاری در دسترس بوده و نسبتاً ارزان هستند. کارل بری شارپلس جایزه نوبل شیمی سال ۲۰۰۱ را برای این کار و کارهای مرتبط در مورد اکسایش نامتقارن دریافت کرد. جایزه به‌طور مشترک با ویلیام اس. نولز و ریوجی نویوری اهدا شد.

## مراجع مهم
- Katsuki, T.; K. Barry Sharpless (1980). "The first practical method for asymmetric epoxidation". J. Am. Chem. Soc. 102 (18): 5974. doi:10.1021/ja00538a077.
- Gao, Y.; Hanson, R. M.; Klunder, J. M.; Ko, S. Y.; Masamune, H.; Sharpless, K. B. (1987). "Catalytic asymmetric epoxidation and kinetic resolution: Modified procedures including in situ derivatization". J. Am. Chem. Soc. 109 (19): 5765–5780. doi:10.1021/ja00253a032.